# Krivelj
Krivelj (izvirno srbsko Кривељ) je naselje v Srbiji, ki upravno spada pod Občino Bor; slednja pa je del Borskega upravnega okraja.

## Demografija
V naselju živi 1126 polnoletnih prebivalcev, pri čemer je njihova povprečna starost 47,3 let (46,4 pri moških in 48,0 pri ženskah). Naselje ima 469 gospodinjstev, pri čemer je povprečno število članov na gospodinjstvo 2,81.
Prebivalstvo je večinoma nehomogeno, a v času zadnjih treh popisov je opazno zmanjšanje števila prebivalcev.
|  |

| Demografija | Demografija     | Demografija     |
| Leto        | Št. prebivalcev | Št. prebivalcev |
| ----------- | --------------- | --------------- |
|             |                 |                 |
|             |                 |                 |
|             |                 |                 |
|             |                 |                 |
| 1948        | 2856            |                 |
| 1953        | 2741            |                 |
| 1961        | 2858            |                 |
| 1971        | 3137            |                 |
| 1981        | 2026            |                 |
| 1991        | 1586            | 1562            |
| 2002        | 1341            | 1316            |
|             |                 |                 |

| Etnična sestava po popisu iz leta 2002 | Etnična sestava po popisu iz leta 2002 | Etnična sestava po popisu iz leta 2002 | Etnična sestava po popisu iz leta 2002 | Etnična sestava po popisu iz leta 2002 |
| -------------------------------------- | -------------------------------------- | -------------------------------------- | -------------------------------------- | -------------------------------------- |
| Vlahi                                  | Vlahi                                  |                                        | 779                                    | 59,19%                                 |
| Srbi                                   | Srbi                                   |                                        | 466                                    | 35,41%                                 |
| Jugoslovani                            | Jugoslovani                            |                                        | 11                                     | 0,83%                                  |
| Romuni                                 | Romuni                                 |                                        | 7                                      | 0,53%                                  |
| Ukrajinci                              | Ukrajinci                              |                                        | 1                                      | 0,07%                                  |
| Rusi                                   | Rusi                                   |                                        | 1                                      | 0,07%                                  |
| Romi                                   | Romi                                   |                                        | 1                                      | 0,07%                                  |
| Makedonci                              | Makedonci                              |                                        | 1                                      | 0,07%                                  |
| Neznano                                | Neznano                                |                                        | 9                                      | 0,68%                                  |